# Loe-Gbao
Loe-Gbao är en klan i Liberia.   Den ligger i regionen Nimba County, i den östra delen av landet, 280 km öster om huvudstaden Monrovia.